# 東方亞述教會
東方亞述教會（英語：Assyrian Church of the East，羅馬化：ʿĒḏtā ḏ-Maḏnḥā ḏ-ʾĀṯūrāyē），全稱神聖使徒大公東方亞述教會（羅馬化：ʿĒḏtā Qaddīštā wa-Šlīḥāytā Qāṯōlīqī ḏ-Maḏnḥā ḏ-ʾĀṯūrāyē），是一個起源於中東、採用敘利亞禮的東方基督教會，其信徒後來亦有部分遷徙至印度等地。根據大公長宗主教瑪爾·丁哈四世的說法，該基督教會可以追溯到塞琉西亞─泰西封座堂。根據《亞戴的教訓》的記載，該堂由聖多馬、聖馬理和雅代建立。
東方亞述教會通常被視為聶斯脫里派教會，事實上其神學體系確實可追溯至聶斯脫里主義，但其教義與聶斯脫里主義之間在正統性、教義內涵與神學細節等方面仍存在相當爭議。雖然東方亞述教會有時會自稱亞述正統教會，或被誤認為是東方正統教會的一个分支，但它實際上與其他任何教會都沒有共融的關係。教會在其禮文與官方書信中，從未以「正統」自稱，亦未使用類似「正確信條」或「正確教義」等詞語作為學術術語。然而，在後來的某些論述中，開始出現混淆不清的用法，將該教會歸入「正教會」或「東方正統教會」之列。教宗若望保祿二世稱讚它為「受難者的教會」，因為其在教會的歷史上有眾多著名殉道者。教會宣稱，其它教會從沒有像東方亞述教會這樣曾經歷如此多的死難。

## 早期歷史
更詳細的說明，參見東方教會在亞洲的歷史

### 教會制度的建立與獨立
基督教會存在於亞述地區、巴比倫尼亞和公元2世紀的波斯。約325年，塞琉西亞-泰西封舉行的公會議解決了主教之間的管轄權衝突問題。
在公元410年的塞琉西亞-泰西封會議中，美索不達米亞地區的基督教會正式與安提阿以及其他「西方」教會斷絕聯繫。此後，塞琉西亞-泰西封的主教被確認為東方教會的宗主教，成為東方亞述教會的最高領袖與首席主教。因為東方亞述教會的首席主教也被稱作「普世主教」（英語：Catholicos），東方教會的宗主教亦被稱作「普世牧首」（Catholicos-Patriarch）。
431年「西方」教會舉行以弗所公會議，規定聶斯脫里派的主教以及所有試圖加入聶斯脫里派的主教都將被「西方」教會撤職或貶謫。

### 從天主教/東正教分裂
東方亞述教會是從天主教會與東正教會分離出來的，源自431年東方教會的分裂（東方與西方教會直到1054年的「教會大分裂」之前是未分離的），然而亞述教會的神學體系並不能清楚地作為聶斯脫里的教義。聶斯脫里，即摩普綏的狄奧多的學生和君士坦丁堡普世牧首，是遭到責難的，因為他拒絕稱呼聖母瑪利亞為「天主之母」（希臘文：「Theotokos」）。他僅稱呼她為「基督之母」（希臘文：「Christotokos」）。他的反對者亞歷山大的區利羅控告他的區分使基督成為兩個位格，予以明確否定。由於區利羅的論點不清楚，事件變得複雜難解，在不久後便導致基督一性論派的分裂。
亞歷山大的區利羅傾盡全力促使聶斯脫里和他的支持者與追隨者垮臺。然而，在敘利亞語地區，摩普綏的狄奧多是十分被景仰的，因此對他的學生聶斯脫里的譴責是不被接受的。聶斯脫里的追隨者在該地被庇護。數位薩珊波斯君主在與羅馬帝國持續對抗的背景下，逐漸視境內的基督徒，特別是聶斯脫里派信徒，為可掌控且忠於波斯政權的宗教團體。由於該派系與羅馬「正統」教會立場相異，波斯當局遂予以支持，進一步鞏固其在帝國中的地位。具體措施包括：
- 462年，波斯政府對聶斯脫里派提供初步保護，使其得以在帝國境內活動。
- 484年，波斯國王卡瓦德一世贊同處決親羅馬、反聶斯脫里派立場的天主教主教巴柏外，並由尼西比斯的聶斯脫里派主教掃馬（Acacius of Nisibis）繼任；
- 489年，當羅馬帝國關閉埃德薩的神學院以打壓聶斯脫里派時，波斯政府則允許該學院遷至尼西比斯，促使該市成為聶斯脫里神學與教育的重鎮。

### 中國

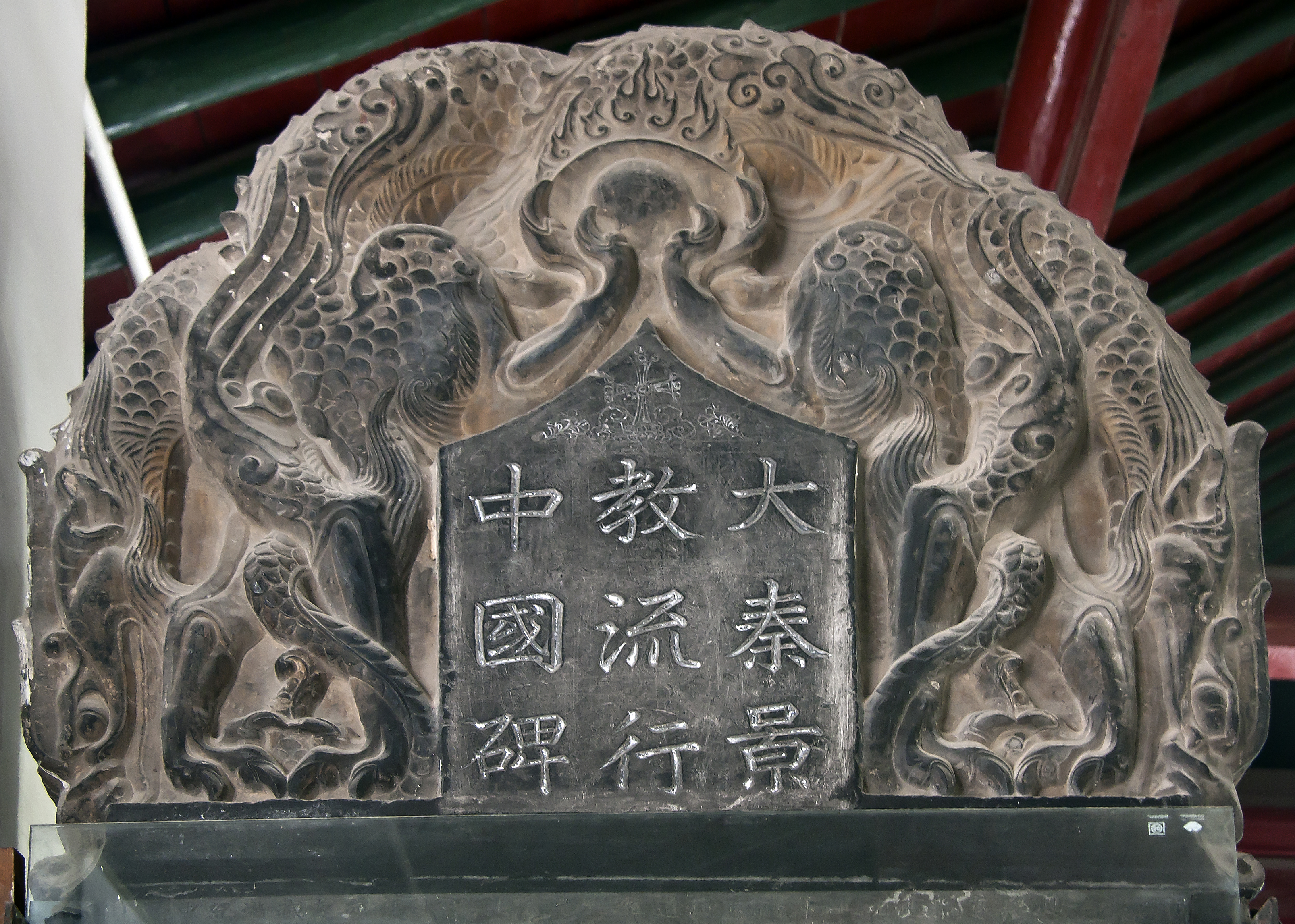
大秦（此指羅馬帝國）景教流行中國碑（碑首）

東方亞述教會曾經廣佈在巴底亞、伊拉克東部以及伊朗，在中世紀時地理性地延伸到印度和中國，在中國被稱為景教。
明天啟三年（1623年），《大秦景教流行中國碑》在西安被發現。該碑記述景教在中國的傳教情況。在唐代，中國首都長安曾記錄東方亞述教會於7至8世紀的活動，其蹤跡見於《大秦景教流行中國碑》（中文和敘利亞文）。此時期，該教會已建立穩固的傳教體系，並獲得朝廷的有限容許與保護。
數百年後，約於13世紀末，東方亞述教會的重要人物——原籍中國元大都（今北京）的僧侶巴·掃馬（Rabban Bar Sauma）——作為外交使節，奉元朝之命出使歐洲，前往君士坦丁堡、巴黎與羅馬，尋求與歐洲基督教國家的聯盟以對抗馬木留克政權。該時期，亦有一位來自中國的主教雅巴拉哈三世（Yaballaha III）當選為東方亞述教會的大全宗主教（Catholicos-Patriarch）。

此外，早在1498年葡萄牙人到達印度之前，東敘利亞教會已派遣主教前往印度聖多馬基督徒的社群，顯示其傳教網絡遠及南亞地區。而大全宗主教提摩太一世（Timothy I，任期727–823年）在其書信與記錄中亦提及，教會在西藏地區已建立規模可觀的信仰團體，顯示其傳播範圍橫跨中亞與東亞。

## 教義
東方亞述教會的神學奠基者是安提阿學派的塔爾索的狄奧多和摩普綏提亞的狄奧多，規範的基督論由大巴拜（Babai the Great）（551年–628年）撰寫。總的來說，東方亞述教會仍然堅持東方教會的基督論。這種基督論通常被認為是聶斯脫里主義，但具體的概念和細節不管是在過去還是現在都有不少爭議。東方亞述教會也有一些獨特的觀點，例如在承認仍需更多泛基督教交流、解決一些概念和術語問題的同時，也聲稱他們的神學本質上是正統的。
堅持聶斯脫里主義的信徒認為，聶斯脫里主義本來就不是異端，既沒有分裂也沒有混合神性和人性，以弗所公會議判定聶斯脫里主義是異端是因為他們沒能理解聶斯托里用語的真實含義，以為聶斯脫里分裂了基督的神性和人性。自從1976年Dinkha四世宗主教在就職時明確反對聶斯脫里主義以來，東方亞述教會內也逐漸出現觀點認為他們的基督論不同於聶斯脫里的二位論。這種觀點認為，大巴拜最重要的基督論著作，即著名的《結合之書》（Book of the Union）教導：神性和人性兩種本質（qnômâ）並非混合，也並非分裂，而是永久地結合在同一個位格（prosopon），即基督的人格中，也就是正統的基督兩性論。
事實上，理解這些爭議中不同語言的用語一直以來都是十分困難的。主要的詞彙包括本質、本源（存在）（羅馬化：ousia），性質、類型（羅馬化：physis），位格、本質（羅馬化：hypostasis）和角色、性格、性質（羅馬化：prosopon）。physis、ousia和hypostasis都接近本質的意思，hypostasis和prosopon都有位格的意思，prosopon和physis都有特質、性質的意思，ousia和physis又都有本源的意思。這種困難在翻譯時更加嚴重，例如在敘利亞語中，本質被翻譯為古敘利亞語：，羅馬化：kyānâ，位格被翻譯為，qnômâ，但是在東方教會中，qnômâ的意思卻是本質。更不要說中文對於這四個詞的翻譯，性質、特質、本質和本源在其中完全是同義詞了。
宗教改革推動者馬丁·路德，在他撰寫的《宗教會議及教會論》（Von den Konzilli und Kirchen）中，十分明確地主張聶斯脫里不是異端。

## 聖禮
東方亞述教會的七件聖禮依次為司祭職、聖洗、使徒之油、感恩祭、赦罪、聖酵和十字聖號，與天主教會或是東正教會有所不同。中圣酵圣事是东方亚述教会特有的礼仪。东方亚述教会的圣酵圣事，也被称为“Malkā”（君王），是一种独特的圣事，只有东方亚述教会在进行圣体圣血圣事时，会在面包中加入这种粉末。

## 組織
在東方亞述教會，宗主教是教會領袖，並且宗主教之下有三個總教區：一部分在黎巴嫩，敘利亞，和歐洲，其它則在印度，並且後來包括伊朗和俄羅斯。單獨的教區存在於美國東部（包括芝加哥）、美國西部、加州、加拿大、敘利亞、伊朗和歐洲，一部分在澳洲和紐西蘭。數個聖會（congregation）存在於格魯吉亞、印度、伊拉克、伊朗、黎巴嫩和敘利亞。個別東方亞述教會的教區在中國，實際（De facto）出現於中世紀前，還有一個在莫斯科。現在的大公長宗主教，在美國伊利諾州芝加哥有他的總堂（與其他四間主教閣下一起）。

### 黎巴嫩-敘利亞-歐洲都主教區
受總主教瑪·納爾賽·第巴茲管理。

### 歐洲教區
監督（Overseen）是主教瑪·奧諦修·歐拉罕，主教轄區由九間教會和三個佈道團組成。

### 敘利亞教區
監督是主教瑪·亞普芮·內特尼佑。

### 印度都主教區
監督是大主教瑪·亞普芮·慕肯，大主教轄區由超過二十八間教會和一個佈道團組成。

### 伊拉克和俄國都主教區
監督是大主教瑪·喬治·斯里瓦，屬於伊拉克巴格達人。

### 巴格達教區
監督是主教瑪·薩爾吉斯·約瑟。

### 杜胡克和俄羅斯教區
監督是主教瑪·以撒·約瑟。

### 個別教區

#### 澳洲和紐西蘭教區
監督是主教瑪·梅里斯·扎伊阿，澳洲和紐西蘭的主教轄區由四間教會、一個佈道團和一間亞述的小學組成。 聖胡米茲亞述小學（St. Hurmizd Assyrian Primary School） （页面存档备份，存于）給超過 3,600 位學生提供教育。  現在，亞述教會在澳洲正建造亞述醫學中心、一座退休村和瑪納爾賽亞述學院。 

#### 加拿大教區
監督是主教瑪·伊曼紐爾·約瑟，加拿大的主教轄區由三間教會和一個佈道團組成。 一個在加拿大的溫莎的小型聖會現在正購買一處地產以建立一個教會。

#### 美國東部教區
監督是大全宗主教瑪·丁克哈四世，美國東部的主教轄區由九間教會組成。 

#### 伊朗教區
監督是大全宗主教瑪·丁克哈四世，伊朗的主教轄區由超過三間教會和十五個佈道團組成。 

#### 加州西部教區
現在監督是主教瑪·奧諦修·歐拉罕，加州西部的主教轄區由四間教會組成。

#### 美國西部教區
監督是主教瑪·亞普立·哈米斯，由六間教會和一個佈道團組成。

### 引用
1. 1 2  . assyrianchurch.dk.   [2020-07-02]. （原始内容存档于2020-07-02）.
2. ↑  An Introduction to the Christian Orthodox Churches, By John Binns, page 28  （页面存档备份，存于）
3. ↑  Parry, Ken; Melling, David J.; Brady, Dimitri; Griffith, Sidney H.; Healey, John F. (编). . . Oxford, UK: Blackwell Publishing Ltd. 2017-09-01: 122 [1999]  [2022-02-03]. ISBN 978-1-4051-6658-4. doi:10.1002/9781405166584. （原始内容存档于2021-11-07） （英语）.
4. ↑  Binns 2002，第28頁.
5. ↑  . اخبار كنيسة المشرق الاشورية.   [2020-07-02]. （原始内容存档于2021-01-17） （阿拉伯语）.
6. ↑  J.-M. Fiey, Jalons pour une histoire de l'église en Iraq, （Louvain: Secrétariat du CSCO, 1970）
7. ↑  M.-L. Chaumont, La Christianisation de l'empire Iranien, （Louvain: Peeters, 1988）.
8. ↑  Brock, Sebastian P. . Aldershot: Ashgate. 2006  [2019-08-12]. （原始内容存档于2020-04-01） （英语）.
9. ↑  Hill, Henry (编). . 多伦多: 聖公會圖書中心. 1988  [2019-08-12]. （原始内容存档于2020-11-09）.
10. ↑  孫尚揚; 鍾鳴旦. . （原始内容存档于2011-11-16）.
11. ↑  《亞述教會主教再訪港剖釋景教聖禮神學》教聲，2012年11月04日，第1913期，香港聖公會
12. ↑  .   [2007-11-23]. （原始内容存档于2007-09-27）.
13. ↑  .   [2005-10-08]. （原始内容存档于2005-09-10）.
14. ↑  .   [2007-11-23]. （原始内容存档于2007-09-27）.
15. ↑  .   [2007-11-23]. （原始内容存档于2008-02-19）.
16. ↑  .   [2007-11-23]. （原始内容存档于2009-04-10）.
17. ↑  .   [2007-11-23]. （原始内容存档于2007-08-08）.
18. ↑  .   [2007-11-23]. （原始内容存档于2007-09-27）.
19. ↑  .   [2007-11-23]. （原始内容存档于2007-06-07）.
20. ↑  .   [2007-11-23]. （原始内容存档于2007-08-08）.

### 來源
- Christoph Baumer, The Church of the East, an Illustrated History of Assyrian Christianity（London and New York:  I. B. Tauris, 2006）.
- Mar Aprem Mooken, The Assyrian Church of the East in the Twentieth Century. Mōrān ’Eth’ō, 18.（Kottayam: St. Ephrem Ecumenical Research Institute, 2003）.
- Weatherford, Jack（2004）. Genghis Khan and the Making of the Modern World. Three Rivers Press. ISBN 0-609-80964-4
- Erica Hunter, "The Church of the East in Central Asia," Bulletin of the John Rylands University Library of Manchester, 78, no.3（1996）, 129-142.
- W. Klein, Das Nestorianische Christentum an den Handelswegen durch Kyrgyzstan, Silk Road Studies 3（Turnhout:  Brepols, 2000）.
- A. C. Moule, Christians in China before the year 1550,（London:  SPCK, 1930）.
- P. Y. Saeki，Nestorian Documents and Relics in China, 2nd ed.,（Tokyo:  Maruzen, 1951）.

## 外部鏈接
- （简体中文） 伊拉克对基督徒的集体迫害 - Project Syndicate  （页面存档备份，存于）
- （英文） Assyrian Church of the East 神聖使徒大公敘利亞東方教會的正式網站
- Assyrian Church of the East - St. Paul's Parish（Orange County, CA） （页面存档备份，存于）
- Official Website of the Assyrian Church of the East
- Diocese of Australia and New Zealand
- Diocese of Europe
- Article on the Assyrian Church of the East – from the Catholic Near East Welfare Association （页面存档备份，存于）
- An Unofficial Website on the Church of the East – An informational site written by an amateur church historian（页面存档备份，存于）
- Holy Apostolic Catholic Assyrian Church of the East – Commission on Inter-Church Relations and Education Development: Is the theology of the Church of the East Nestorian? （页面存档备份，存于）
- Website of the Moscow parish of the Assyrian Church of the East （页面存档备份，存于）
- Common Christological Declaration Between the Catholic Church and the Assyrian Church of the East from Vatican.va （页面存档备份，存于）
- Guidelines for Chaldean Catholics receiving the Eucharist in Assyrian Churches （页面存档备份，存于）